# Blood Has Been Shed
I Blood Has Been Shed sono un gruppo Metalcore degli Stati Uniti.

## Storia
Fondati nel 1997, hanno dato alla luce 3 album. Alcuni componenti suonano anche nei Killswitch Engage.
Hanno condiviso il palco con Shadows Fall, Shai Hulud, Unearth, Poison The Well, American Nightmare, From Autumn To Ashes, e Sworn Enemy.

## Formazione

### Formazione attuale
- Corey Unger  : Voce e Chitarra
- Howard Jones : Voce
- John Lynch   : Basso
- Justin Foley : Batteria
- Jeanne Sagan : Voce e Chitarra

### Ex componenti
- Chris : Basso [1997-1998]
- Brendan "Slim" MacDonald : Chitarra [2001-2003]
- Daniel Daponde : Chitarra [2000-2001]
- AJ Parisi : Batteria [2007-2008]
- Todd Beaton : Chitarra [1997-2000]
- Samson Contempas : Basso [1999]
- Richard Thurston : Basso [2000-2001]
- Josh Venn : Chitarra 	[2004-2005]

## Discografia
- 1999 - I Dwell on Thoughts of You
- 2001 - Novella of Uriel
- 2003 - Spirals